# Brunettia solita
Brunettia solita är en tvåvingeart som beskrevs av Quate 1967. Brunettia solita ingår i släktet Brunettia och familjen fjärilsmyggor. Inga underarter finns listade i Catalogue of Life.